# 卡迪普尔
卡迪普尔（Kadipur），是印度北方邦Sultanpur县的一个城镇。总人口6795（2001年）。

## 人口
该地2001年总人口6795人，其中男性3587人，女性3208人；0—6岁人口1120人，其中男605人，女515人；识字率62.25%，其中男性为69.00%，女性为54.71%。